# Brabham BT33
La Brabham BT33 è una monoposto di Formula 1 costruita dalla scuderia Brabham e impegnata nelle stagione di Formula 1 dal 1970 al 1972. Ha ottenuto una vittoria nel suo Gran Premio d'esordio, una pole position e quattro giri veloci in gara.